# Jama kod šumarske kuće
Jama kod šumarske kuće este o arie protejată (sit de importanță comunitară — SCI) din Croația întinsă pe o suprafață de 0,78 ha, integral pe uscat.

## Localizare
Centrul sitului Jama kod šumarske kuće este situat la coordonatele 45°20′09″N 14°55′35″E / 45.33585°N 14.926326°E.

## Înființare
Situl Jama kod šumarske kuće a fost declarat sit de importanță comunitară în iulie 2013 pentru a proteja 1 specie de animale.

## Biodiversitate
Situată în ecoregiunea alpină, aria protejată conține 1 habitat natural: Peșteri inaccesibile publicului.
La baza desemnării sitului se află o specie protejată de  nevertebrate: Leptodirus hochenwartii.